# Tour de France 1980
Il Tour de France 1980, sessantasettesima edizione della corsa, si svolse in ventidue tappe precedute da un prologo iniziale, tra il 26 giugno e il 20 luglio 1980, per un percorso totale di 3 945,5 km. 
Fu vinto per la prima ed unica volta dal passista-finisseur olandese Joop Zoetemelk (al sesto podio nella Grande Boucle dopo ben cinque secondi posti), in forza alla TI-Raleigh-Creda.
La contentezza di Zoetemelk per l'agognata vittoria venne in parte funestata dalla notizia della morte del vincitore del Tour de France 1947 Jean Robic, il quale perì in un incidente stradale dopo aver partecipato alla festa organizzata dall'olandese per la vittoria.
Zoetemelk terminò le sue fatiche sulle strade francesi di questa edizione del Tour con il tempo di 109h19'14". 
Come secondo della graduatoria generale terminò un altro corridore olandese, il finisseur Hennie Kuiper (al secondo ed ultimo podio al Tour dopo un altro secondo posto conseguito nell'edizione del 1977). 
Lo scalatore francese Raymond Martin salì sul podio dei Campi Elisi (per la prima ed ultima volta in carriera) in qualità di terzo classificato.
Bernard Hinault, vittorioso nelle due precedenti edizioni del Tour, si ritirò per tendinite a undici giorni dalla fine, quando era in testa alla classifica per soli 21". Tuttavia Hinault aveva da poco vinto il suo primo Giro d'Italia, diventando così il quarto corridore della storia ad ottenere la tripla corona, ossia almeno un successo in tutti e tre i Grandi Giri: prima di lui ci erano riusciti Jacques Anquetil, Felice Gimondi ed Eddy Merckx; dopo di lui ci sarebbero riusciti Alberto Contador, Vincenzo Nibali e Chris Froome.
Oltretutto, con tale vittoria al Giro il fuoriclasse bretone rimane tuttora il solo ad aver ottenuto la tripla corona vincendo all'esordio ognuno dei tre Grandi Giri.

## Tappe
| Tappa  | Data      | Percorso                                                | km               | Vincitore di tappa  | Leader cl. generale |
| ------ | --------- | ------------------------------------------------------- | ---------------- | ------------------- | ------------------- |
| Prol.  | 26 giugno | Francoforte (FRG) (cron. individuale)                   | 7,6              | Bernard Hinault     | Bernard Hinault     |
| 1ª-1ª  | 27 giugno | Francoforte (FRG) > Wiesbaden (FRG)                     | 133              | Jan Raas            | Bernard Hinault     |
| 1ª-2ª  | 27 giugno | Wiesbaden (FRG) > Francoforte (FRG) (cron. a squadre)   | 45,8             | TI-Raleigh-Creda    | Gerrie Knetemann    |
| 2ª     | 28 giugno | Francoforte (FRG) > Metz                                | 276              | Rudy Pevenage       | Yvon Bertin         |
| 3ª     | 29 giugno | Metz > Liegi (BEL)                                      | 282,5            | Henk Lubberding     | Rudy Pevenage       |
| 4ª     | 30 giugno | Circuito di Spa-Francorchamps (BEL) (cron. individuale) | 34,6             | Bernard Hinault     | Rudy Pevenage       |
| 5ª     | 1º luglio | Liegi (BEL) > Lilla                                     | 249,3            | Bernard Hinault     | Rudy Pevenage       |
| 6ª     | 2 luglio  | Lilla > Compiègne                                       | 215,6            | Jean-Louis Gauthier | Rudy Pevenage       |
| 7ª-1ª  | 3 luglio  | Compiègne > Beauvais (cron. a squadre)                  | 65               | TI-Raleigh-Creda    | Rudy Pevenage       |
| 7ª-2ª  | 3 luglio  | Beauvais > Rouen                                        | 92               | Jan Raas            | Rudy Pevenage       |
| 8ª     | 4 luglio  | Flers > Saint-Malo                                      | 164,2            | Bert Oosterbosch    | Rudy Pevenage       |
|        | 5 luglio  | giorno di riposo                                        | giorno di riposo | giorno di riposo    |                     |
| 9ª     | 6 luglio  | Saint-Malo > Nantes                                     | 205,3            | Jan Raas            | Rudy Pevenage       |
| 10ª    | 7 luglio  | Rochefort > Bordeaux                                    | 163              | Cees Priem          | Rudy Pevenage       |
| 11ª    | 8 luglio  | Damazan > Laplume (cron. individuale)                   | 51,8             | Joop Zoetemelk      | Bernard Hinault     |
| 12ª    | 9 luglio  | Agen > Pau                                              | 194,1            | Gerrie Knetemann    | Bernard Hinault     |
| 13ª    | 10 luglio | Pau > Bagnères-de-Luchon                                | 200,4            | Raymond Martin      | Joop Zoetemelk      |
| 14ª    | 11 luglio | Lézignan-Corbières > Montpellier                        | 189,5            | Ludo Peeters        | Joop Zoetemelk      |
| 15ª    | 12 luglio | Montpellier > Martigues                                 | 160              | Bernard Vallet      | Joop Zoetemelk      |
| 16ª    | 13 luglio | Trets > Pra Loup                                        | 208,6            | Jos Deschoenmaecker | Joop Zoetemelk      |
| 17ª    | 14 luglio | Serre Chevalier > Morzine                               | 242              | Mariano Martínez    | Joop Zoetemelk      |
|        | 15 luglio | giorno di riposo                                        | giorno di riposo | giorno di riposo    |                     |
| 18ª    | 16 luglio | Morzine > Prapoutel-Les 7 laux                          | 198,8            | Ludo Loos           | Joop Zoetemelk      |
| 19ª    | 17 luglio | Voreppe > Saint-Étienne                                 | 139,7            | Sean Kelly          | Joop Zoetemelk      |
| 20ª    | 18 luglio | Saint-Étienne > Saint-Étienne (cron. individuale)       | 34,5             | Joop Zoetemelk      | Joop Zoetemelk      |
| 21ª    | 19 luglio | Auxerre > Fontenay-sous-Bois                            | 208              | Sean Kelly          | Joop Zoetemelk      |
| 22ª    | 20 luglio | Fontenay-sous-Bois > Parigi                             | 186,1            | Pol Verschuere      | Joop Zoetemelk      |
| Totale | Totale    | Totale                                                  | 3 945,5          |                     |                     |

## Squadre e corridori partecipanti
| N.    | Cod. | Squadra                     |
| ----- | ---- | --------------------------- |
| 1-10  | REN  | Renault-Gitane              |
| 11-20 | RAL  | TI-Raleigh-Creda            |
| 21-30 | PUC  | Puch-Campagnolo-Sem         |
| 31-40 | PEU  | Peugeot-Esso-Michelin       |
| 41-50 | DAF  | DAF Trucks-Lejeune          |
| 51-60 | SPL  | Splendor-Admiral-TV Ekspres |
| 61-70 | MAR  | Marc-IWC-V.R.D.             |

| N.      | Cod. | Squadra               |
| ------- | ---- | --------------------- |
| 71-80   | MIK  | Miko-Mercier-Vivagel  |
| 81-90   | RED  | La Redoute-Motobécane |
| 91-100  | IJS  | Ijsboerke-Warncke Eis |
| 101-110 | BOS  | Boston-IFI-Mavic      |
| 111-120 | TEK  | Teka                  |
| 121-130 | KEL  | Kelme-Gios            |

## Resoconto degli eventi
Al Tour 1980 parteciparono 130 corridori, dei quali 85 giunsero a Parigi. Le squadre partecipanti erano 5 francesi, 5 belghe, 2 spagnole, 1 olandese.  I corridori partecipanti erano 48 francesi, 38 belgi, 16 spagnoli, 15 olandesi, 4 tedeschi, 2 portoghesi, 2 britannici, 2 austriaci, 1 norvegese, 1 svedese, 1 irlandese, 1 austriaco.  Nessun italiano presente.
La corsa prese il via dalla Germania Ovest, con tre tappe tra Francoforte e Wiesbaden, visitò poi il Belgio e il nord della Francia, e affrontò quindi i Pirenei e le Alpi prima dell'arrivo conclusivo a Parigi.
Su un totale di venticinque prove (considerando come unità il cronoprologo e le varie semitappe), furono corse ben tre frazioni a cronometro individuale e due a squadre, oltre al cronoprologo. I corridori a vincere più frazioni furono il francese Bernard Hinault e l'olandese Jan Raas, con tre successi ciascuno; a loro volta i ciclisti della squadra olandese TI-Raleigh-Creda di Peter Post vinsero ben undici delle venticinque prove, comprese entrambe le cronometro a squadre.
Joop Zoetemelk, vincitore della gara, portò la maglia gialla al termine delle ultime dieci frazioni. L'olandese riuscì finalmente a vincere il Tour de France alla decima partecipazione, dopo ben cinque secondi posti (1970, 1971, 1976, 1978 e 1979), due quarti posti (1973 e 1975), un quinto posto (1972) e un ottavo posto (1977). Fu peraltro la seconda edizione del Tour de France vinta da un corridore olandese, dodici anni dopo Jan Janssen nel 1968.

## Classifiche finali

### Classifica generale - Maglia gialla
| Pos. | Corridore         | Squadra      | Tempo      |
| ---- | ----------------- | ------------ | ---------- |
| 1    | Joop Zoetemelk    | TI-Raleigh   | 109h19'14" |
| 2    | Hennie Kuiper     | Peugeot-Esso | a 6'55"    |
| 3    | Raymond Martin    | Miko-Mercier | a 7'56"    |
| 4    | Johan De Muynck   | Splendor     | a 12'24"   |
| 5    | Joaquim Agostinho | Puch         | a 15'37"   |
| 6    | Christian Seznec  | Miko-Mercier | a 16'16"   |
| 7    | Sven-Åke Nilsson  | Miko-Mercier | a 16'33"   |
| 8    | Ludo Peeters      | Ijsboerke    | a 20'45"   |
| 9    | Pierre Bazzo      | La Redoute   | a 21'03"   |
| 10   | Henk Lubberding   | TI-Raleigh   | a 21'10"   |

### Classifica a punti - Maglia verde
| Pos. | Corridore     | Squadra   | Punti |
| ---- | ------------- | --------- | ----- |
| 1    | Rudy Pevenage | Ijsboerke | 194   |
| 2    | Sean Kelly    | Splendor  | 153   |
| 3    | Ludo Peeters  | Ijsboerke | 148   |

### Classifica scalatori - Maglia a pois
| Pos. | Corridore      | Squadra      | Punti |
| ---- | -------------- | ------------ | ----- |
| 1    | Raymond Martin | Miko-Mercier | 223   |
| 2    | Ludo Loos      | Marc-IWC     | 162   |
| 3    | Ludo Peeters   | Ijsboerke    | 147   |